# Stephen Ames
Stephen Michael Ames (San Fernando, 28 april 1964) is een golfprofessional uit Trinidad en Tobago. Hij is met een Canadese stewardess getrouwd en heeft sinds 2001 ook de Canadese nationaliteit.
De voorouders van Stephen Ames kwamen uit Engeland en Trinidad, het grootste deel van zijn familie woont nog op de Caraïbische eilanden maar Stephen is naar Calgary verhuisd. Hij kwam al jong in aanraking met golf want zijn grootmoeder was tweevoudig kampioene van Trinidad en Tobago. Stephen en zijn vader Herman waren lid van de Petrotrin Pointe-à-Pierre Golf Club, die in 1975 werd opgericht.

## Amateur
Op 16-jarige leeftijd vestigde hij zijn eerste baanrecord met een score van 66 (-6) tijdens de Hoerman Cup op de Sandy Lane Golf Club in Barbados. Op 16 en 22-jarige leeftijd won hij als amateur het T&T Open. Hij studeerde op een golfbeurs aan de Lynn University in Boca Raton, Florida.

### Gewonnen
- Trinidad and Tobago Open: 1980, 1986

### Teams
- Hoerman Cup: 1980, 1981 (winnaars), 1986 (winnaars), 1987 (winnaars)
- Eisenhower Trophy: 1986

## Professional
Ames werd in 1987 professional en speelde op de Ben Hogan Tour. In 1991 behaalde hij daar zijn eerste overwinning. In 1992 kreeg Ames een probleem met de Amerikaanse immigratiedienst waardoor hij enkele jaren niet meer het land in mocht. Hij kwalificeerde zich voor de Europese PGA Tour en speelde daar de volgende vijf seizoenen. In 1994 won hij het Open de Lyon. 
Nadat hij de Benson & Hedges in 1996 won besloot Ames zijn geluk weer in de Verenigde Staten te zoeken. Nadat de visumproblemen waren opgelost, ging hij naar de Amerikaanse Tourschool waar hij als derde eindigde. Hij speelde sinds 1997 op de Amerikaanse PGA Tour en was de eerste speler uit Alberta die een PGA Tourkaart had. In 2011 haalde hij nog twee top-10 plaatsen.
Op de TPC Blue Monster at Doral in Florida schreef hij met een score van 61 weer een baanrecord op zijn naam. 
Doordat hij vanaf 2001 twee nationaliteiten had, kon hij kiezen voor welk land hij uitkwam in de World Cup.

### Gewonnen
Ben Hogan Tour
- 1991: Pensacola Open

Europese Tour
- 1994: Open V33 Grand Lyon (-6)
- 1996: Benson & Hedges International Open (-5) op The Oxfordshire Golf Club

Amerikaanse Tour
- 2004: Cialis Western Open (-10)
- 2006: The Players Championship op TPC at Sawgrass (-14)
- 2007: Children’s Miracle Network (-17)
- 2009: Children’s Miracle Network (-18)

### Teams
- World Cup (namens Trinidad and Tobago): 2000, 2002, 2003, 2006
- World Cup (namens Canada): 2001, 2004, 2005

## Trivia
- In 2005 richtte Ames de Stephen Ames Cup op, een 4-daags toernooi waarbij het Canadese jeugdteam het opneemt tegen het nationale team van Trinidad & Tobago. De formule is als bij de Ryder Cup.
- Stephen Ames trouwde met Jodi uit CAlgary. Ze kregen twee zonen. Ames heeft een steakhouse in Calgary met de naam Vintage Chophouse.